# Gertrud Vogelsang
Gertrud Emilie Margarete Vogelsang, bzw. Knipp-Vogelsang (* 5. April 1911 in Elberfeld; † 27. August 1946 ebenda) war eine Wuppertaler Widerstandskämpferin der Kommunistischen Partei Deutschland (KPD). Wegen ihrer politischen Tätigkeit musste sie während der NS-Zeit aus Deutschland fliehen. Sie wurde verfolgt und mehrfach inhaftiert.

## Kindheit und Jugend
Emilie Margarete Gertrud Vogelsang wurde am 5. April 1911 in Elberfeld in der Schleswiger Straße 13 geboren. In bürgerlichen Verhältnissen wuchs sie bei ihren Eltern Johann Peter und Johanna Alwine Vogelsang auf. Ihr Interesse an Geschichte und Politik wurde durch ihren Besuch der Volkshochschule und besonders durch den Geschichtsunterricht am Lyzeum in Elberfeld schon früh geweckt. Sie interessierte sich besonders für die sozialen und politischen Probleme in den Wupperstädten. So begann sie schon während der Schulzeit ein Selbststudium historisch-politischer Literatur und hatte erste Kontakte mit der Elberfelder Arbeiterbewegung. Ihren Eltern missfiel das neue politische Interesse und die politische Neigung ihrer Tochter.
Nachdem Vogelsangs Mutter 1927 gestorben war, besuchte sie eine private Handelsschule und wurde anschließend Kontoristin. So war sie bis 1933 Angestellte bei der Metalldraht GmbH. Wegen ihres politischen Interesses löste sich Vogelsang vorsichtig und selbstbewusst von ihrem Elternhaus, ohne dabei einen endgültigen Bruch herbeizuführen. Von April 1936 bis Juni 1936 arbeitete sie bei Finkensieper in Barmen. Der letzte bekannte Wohnort Vogelsangs in Deutschland vor ihrer Flucht war die Landwehrstraße 1.
Gertrud Vogelsang war 1,60 Meter groß, hatte dunkelbraunes, glattes Haar und hinkte auf einem Bein. Sie hörte auf den Spitznamen Jopi/Hopi und wird als intelligent beschrieben. Sie verfasste gerne Gedichte und Artikel.

## Politische Laufbahn
Im Jahr 1930 trat Gertrud Vogelsang dem Kommunistischen Jugendverband Deutschlands (KJVD) bei. Gemeinsam mit August Obermeier war sie an der Erstellung von Flugblättern beteiligt, die sich für den Aufbau roter Klassengewerkschaften einsetzten. In den Flugblättern hieß es: „Wendet alle Formen des Widerstandes, Demonstrationen, Protestkundgebungen, Proteststreiks, passive Resistenz bis zum Streik an, um die räuberischen Pläne des Finanzkapitals zu erschlagen. Es lebe der Klassenkampf. […] Entfesselt eine breite Werbekampagne für die roten Verbände.“
Im Jahre 1932 schloss sie sich schließlich der KPD an. In ihrem Entnazifizierungsbogen gab sie an, sie sei „vom 1. Tage an“ Mitglied der KPD. Im Oktober 1933 wurde sie wegen gesetzeswidrigen Tätigkeiten verhaftet. Aus der Gefangenschaft schrieb sie einen Brief an ihren Vater. Darin war ein Gedicht, in dem sie von einem Traum, in dem sie eine große Wanderung durch den Wald unternahm, berichtete. Immer, wenn sie einen neuen Weg betrat, tauchte plötzlich ein großer Kater mit einer auffälligen Narbe am Ohr auf. Diese Begegnungen hätten sie so sehr verängstigt, dass sie schließlich völlig aufgelöst und schweißgebadet erwachte. Ihr Vater konnte mit den Zeilen nichts anfangen, doch ihre Genossen in der KPD erkannten darin, dass sie die Organisation nicht verraten würde. Nach 21 Monaten Haft wurde sie aus dem Gefängnis entlassen und setzte ihr Engagement für die Ziele der KPD unvermindert fort. Sie selbst stritt dies aber ab: „Als ich meine Strafe beendet hatte, bin ich nicht wieder für die KPD illegal tätig geworden.“ Die Gestapo hatte weiterhin ein Auge auf sie. Im Juni 1936 floh sie ins Ausland, da sie vom Generalstaatsanwalt des Oberlandesgerichts in Hamm aufgrund von Hochverrat gesucht wurde.

## Leben auf der Flucht
Vogelsang floh zunächst nach Holland. Die Gestapo stufte sie als flüchtig ein. Im April 1937 führte ihr Weg nach Belgien, wo sie bei einer belgischen Kommunistin Unterkunft fand. Von dort aus setzte sie ihr Engagement in kommunistischen Organisationen fort. In Brüssel-Anderlecht übernahm sie schließlich die Rolle der politischen Leiterin. Im Sommer 1938 lernte sie ihren späteren Ehemann Wilhelm Knipp kennen, der ebenfalls ein politischer Flüchtling war. In Brüssel sammelte er Spenden für die „Rote Hilfe“. Am 9. März 1939 verlor Gertrud wegen ihrer weitergeführten kommunistischen Tätigkeiten die deutsche Staatsangehörigkeit. Dies wurde auch am 11. März 1939 im Deutschen Reichsanzeiger und Preußischen Staatsanzeiger veröffentlicht.
Am 14. Mai 1940, während des Einmarsches der deutschen Truppen in Belgien, wurde Gertrud von der belgischen Polizei verhaftet. Sie kam in das Lager Gurs im Süden Frankreichs. Der Transport dorthin erfolgte in einem Viehwaggon und dauerte neun Tage, von Brüssel bis nach Gurs. Die Bedingungen im Lager Gurs waren so erschreckend, dass viele Häftlinge den Tod fanden. Angesichts der lebensgefährlichen Zustände im Lager entschloss sich Gertrud dazu, aus eigenen Stücken nach Deutschland zu gehen. Am 9. November 1940 meldete die Staatspolizeileitstelle Karlsruhe, dass Gertrud im Elsass festgenommen wurde. Darauf folgte ein Prozess.

## Verurteilung und Haft
Insgesamt war Gertrud Vogelsang vom 25. Oktober 1933 bis 31. Juli 1935 wegen Vorbereitung zum Hochverrat inhaftiert sowie vom 12. September 1940 bis 25. Mai 1945. In beiden Fällen erfolgte eine Verurteilung durch das Oberlandesgericht Hamm.
Gertrud Vogelsang wurde am 16. April 1934 vom Oberlandesgericht Hamm (Westf.) wegen Vorbereitung zum Hochverrat zu einem Jahr und 9 Monaten Gefängnis verurteilt. Am 31. Juli 1935 war ihre Strafe beendet. Als sie eine erneute Verhaftung fürchtete, floh sie ins Ausland.
Beim Einmarsch der deutschen Truppen in Belgien wurde Gertrud Vogelsang festgenommen und in das französische Lager Gurs überführt. Sie wurde in einem Viehwaggon neun Tage lang von Brüssel nach Gurs transportiert. Die Verhältnisse im Lager waren lebensbedrohlich, weshalb sich Gertrud Vogelsang freiwillig entschied, nach Deutschland zurückzukehren. Nach Abschluss des Waffenstillstandes mit Frankreich meldete sie sich zur Rückkehr nach Deutschland und wurde am 12. September 1940 von der deutschen Behörde festgenommen. Das Oberlandesgericht Hamm (Westf.) verurteilte Gertrud Vogelsang am 21. Mai 1941 zu einer Zuchthausstrafe von fünf Jahren und ihr wurden die bürgerlichen Ehrenrechte für fünf Jahre aberkannt. Die Verurteilung erfolgte aufgrund § 83 Abs. III Ziffer 1 und 4 STGB als Vorbereitung eines hochverräterischen Unternehmens. Das Strafmaß dieser Vorschrift reicht bis zur Todesstrafe oder lebenslanger Zuchthausstrafe. Es ist anzunehmen, dass sich Gertrud Vogelsang in den Verhören der Gestapo geschickt verhalten hat, einen Teil ihrer Widerstandstätigkeit in Belgien verwischen konnte und deshalb eine vermeintlich niedrige Haftstrafe von nur fünf Jahren erhalten hat. Da sie im Vorverfahren im Wesentlichen geständig war, wurde die Polizei- und Untersuchungshaft von acht Monaten auf die erkannte Strafe angerechnet.
Die Vollstreckung der Zuchthausstrafe erfolgte in Ziegenhain und Fuhlsbüttel. Am 30. Mai 1941 wurde sie in das Frauenzuchthaus in Ziegenhain eingeliefert. Beim Vormarsch der Alliierten verschleppten die Nazis sie mit anderen Frauen nach Fuhlsbüttel. Der Transport erfolgte mit einem Güterzug, der nicht weiter kenntlich gemacht war und wurde von alliierten Flugzeugen angegriffen, wobei nicht alle Frauen den Transport überlebten. Am 2. Mai 1945 befreiten die Alliierten das Gefängnis Fuhlsbüttel, am 25. Mai 1945 konnten endlich alle Inhaftierten das Gefängnis verlassen.

## Leben nach dem Krieg
Gertrud Vogelsang kehrte nach dem Krieg in ihre Heimatstadt Wuppertal zurück, wo sie gemeinsam mit ihrem Ehemann in der Deweerthstraße 79 lebte. Ihr Ehemann, Wilhelm Knipp, war während des Krieges ebenfalls Verfolgungen ausgesetzt. Nach Kriegsende trafen sie sich in Wuppertal wieder, heiraten dort, und sie nahm den Namen Gertrud Knipp-Vogelsang an. Sie schloss sich auch wieder der KPD an und war maßgeblich an der Erscheinung der Zeitung „Freiheit“ beteiligt. So übernahm sie die Lokalredaktion Wuppertal der Zeitung.
Die Strapazen der Flucht, des Zuchthauses und der späten Mutterschaft waren für Gertrud Knipp-Vogelsang, die sich auf die Geburt ihres Kindes gefreut hatte, zu viel. Sie verstarb im Alter von 35 Jahren am 27. August 1946 bei der Geburt ihres Kindes. Auch ihr Kind überlebte die Geburt nicht.